# Tanah Merah (Gunung Meriah)
Tanah Merah is een bestuurslaag in het regentschap Aceh Singkil van de provincie Atjeh, Indonesië. Tanah Merah telt 1056 inwoners (volkstelling 2010).